# Festival de cine

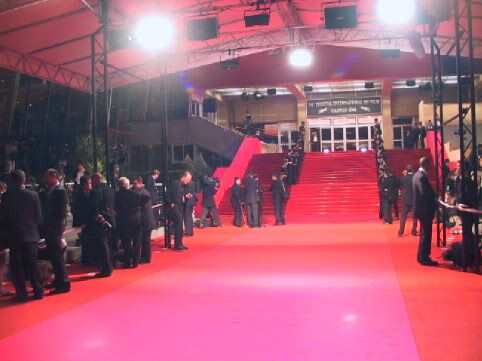
Alfombra roja en el Festival de Cannes, uno de los eventos cinematográficos más importantes del mundo.

El término festival de cine (también, festival cinematográfico) es la denominación habitual de los concursos de cinematografía, realizados en varias ciudades o regiones del mundo. Las películas exhibidas en los festivales pueden ser recientes y, dependiendo del enfoque del evento, pueden incluir estrenos internacionales y nacionales. Algunos festivales se centran en un cineasta o género específico. Otros se especializan en cortometrajes de una duración máxima definida. Los festivales de cine suelen ser eventos anuales. Algunos historiadores de cine, entre ellos Jerry Beck, no consideran a los festivales como una plataforma para los estrenos oficiales de las películas. 
Los principales festivales de cine a nivel mundial son: el Festival de Venecia (Italia, fundado en 1932, lo que lo convierte en el festival de cine activo más antiguo del mundo), el Festival de Cannes (Francia, 1946) y el Festival de Berlín (Alemania, 1951). A estos tres festivales se les conoce como «los tres grandes».

## Historia
El Festival de Cine de Venecia se inició en 1932, convirtiéndose en el evento de este tipo más antiguo del mundo.
El festival de cine independiente más importante de Europa continental es el Festival Europeo de Cine Independiente ÉCU, el cual se inició en 2006 y se celebra anualmente en la ciudad de París, Francia. El Festival Internacional de Cine de Edimburgo es el evento cinematográfico más longevo del Reino Unido. En España son importantes el Festival de San Sebastián, el Festival de Cine de Sitges, la Semana Internacional de Cine de Valladolid, el Festival de cine de Málaga o el Festival de cine de Albacete.
Los festivales de Melbourne (1952) y de Sídney (1954) son los eventos cinematográficos más antiguos de Oceanía.
El evento de esta índole más antiguo de Norteamérica es el celebrado en Yorkton, establecido en 1947. El primer evento cinematográfico registrado en los Estados Unidos fue el Festival Internacional de Cine y Video de Columbus, establecido en 1953. Cuatro años más tarde fue fundado el Festival Internacional de Cine de San Francisco, el cual enfatizó en los largometrajes de género dramático, presentando en su primer año películas como Trono de sangre de Akira Kurosawa y Pather Panchali de Satyajit Ray.

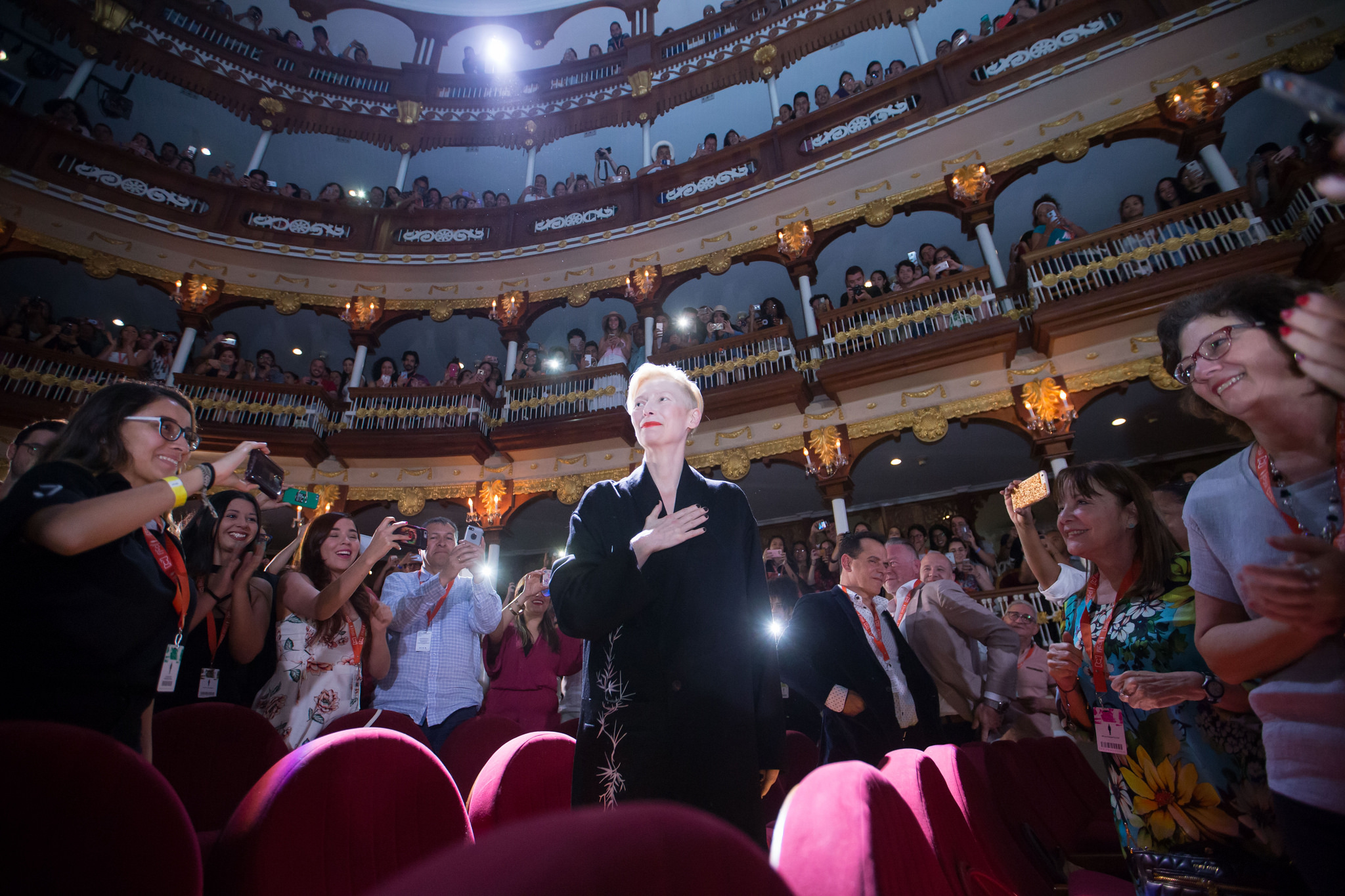
La actriz británica Tilda Swinton en la edición número 58 del Festival de Cine de Cartagena de Indias.

En Latinoamérica y el Caribe estos eventos se han vuelto sumamente populares con el paso del tiempo. En Colombia se cuenta con el Festival de Cine independiente de Bogotá IndieBo, el Festival Internacional de Cine de Barichara, el Festival Internacional de Cine de Barranquilla, y siendo los más importantes, el Festival Internacional de Cine de Cartagena de Indias; fundado por Víctor Nieto Núñez en 1960 (lo que lo convierte en el festival de cine activo más antiguo de América Latina), el Festival Internacional de Cine de Santander (FICS) y el Festival de Cine de Bogotá. En Venezuela se realiza el Festival de Cine Latinoamericano y Caribeño de Margarita, el más importante del país y uno de los más significativos de la región.
Argentina y México cuentan con importantes eventos cinematográficos como el Buenos Aires Rojo Sangre, el Festival de Cine Global, el Festival Internacional de Animación de Córdoba, el Buenos Aires Festival Internacional de Cine Independiente, el Oaxaca FilmFest, el Festival Internacional de Cine en Guadalajara, el Festival Internacional de Cine de Morelia y el Festival Internacional de Cine de Guanajuato, entre muchos otros.

## Administración

### Modelo de negocio
Aunque hay festivales notables con fines de lucro como el SXSW, la mayoría de estos eventos operan con un modelo de membresía sin fines de lucro, con una combinación de venta de entradas, cuotas de membresía y patrocinio corporativo que constituyen la mayor parte de los ingresos. A diferencia de otras organizaciones sin ánimo de lucro (artes escénicas, museos, etc.), los festivales de cine suelen recibir pocas donaciones del público en general y en ocasiones se organizan como asociaciones comerciales sin fines de lucro en lugar de organizaciones benéficas públicas.
Los miembros de la industria cinematográfica a menudo tienen un importante aporte curatorial, y los patrocinadores corporativos tienen la oportunidad de promocionar su marca ante el público del festival a cambio de contribuciones en efectivo. Los festivales privados, a menudo para recaudar inversiones para proyectos cinematográficos, constituyen importantes eventos "marginales". Los festivales más grandes mantienen personal contratado durante todo el año, con el fin de participar en proyectos comunitarios y caritativos fuera de la temporada de festivales.

### Inscripción
Si bien los organizadores suelen considerar que la participación de los cineastas consagrados es una ventaja, la mayoría de los festivales exigen que los cineastas nuevos o relativamente desconocidos paguen una cuota de inscripción para que sus obras sean tenidas en cuenta en la proyección. Esto se aplica en los grandes eventos, como el Festival de Cannes, el Festival de Toronto, el Festival de Sundance, el SXSW y el Festival de Montreal, e incluso en festivales más pequeños como el Festival Internacional de Cine de Miami, el Festival de Cine Urbano Británico de Londres y el Festival Internacional de Cine de Mujeres de Bombay en la India.
Por otro lado, algunos festivales -por lo general, los que aceptan menos películas y quizás no atraen a tantos "grandes nombres" en su público como Sundance y Telluride- no requieren el pago de una cuota de inscripción. El Festival de Cine de Róterdam, el Festival Internacional de Cine de Bombay y muchos otros eventos de cine más pequeños en los Estados Unidos (el Festival de Cine de Stony Brook en Long Island, el Festival de Cine del Noroeste y el Festival de Cine Siciliano en Miami) son algunos ejemplos de este modelo.
El Festival Internacional de Cine de Portland cobra una cuota de inscripción, excepto a los cineastas del noroeste de Estados Unidos, y algunos otros con enfoque regional funcionan de forma similar. Existen varios sitios web para la presentación de candidaturas a festivales de cine con el fin de agilizar las entradas de los cineastas en múltiples festivales. Proporcionan bases de datos de las convocatorias de los festivales y ofrecen a los cineastas un cómodo servicio que les permite tener acceso a diversos eventos cinematográficos en todo el mundo.

### Exhibiciones fuera de competencia
La tradición fundamental de los festivales de cine es la competencia, es decir, la consideración de las películas con la intención de juzgar a las merecedoras de diversas formas de reconocimiento. En contraste, algunos festivales pueden proyectar algunas películas que no forman parte de la competencia.

## Festivales de cine como potenciador del turismo
La expectativa del viajero ha aumentado con el paso del tiempo, buscando nuevas experiencias que lo motiven a satisfacer su necesidad de aventura; por lo cual los desarrolladores de destinos turísticos buscan diversificar el modelo turístico convencional de sol y playa. A tal efecto emergen nuevas variantes de la oferta ya existente; aumentando la popularidad del turismo cultural vinculado a los festivales de cine.
El turismo cinematográfico surge como una propuesta novedosa a dicha necesidad del consumidor, convirtiéndose rápidamente en una tendencia creciente; donde los festivales de cine se establecen como el principal atractivo del destino, complementado con los recursos turísticos locales, se genera una experiencia mas completa que atrae a diferentes perfiles de turistas.

### Turismo cultural de festivales y eventos
El turismo cultural ha dejado de ser un nicho especifico para convertirse en una oferta integral completa. Sin embargo; el concepto de cultura es amplio, ya que en diferente medida todo destino ofrece alguna oferta cultural; por esta razón es necesario especificar el turismo patrimonial que esta relacionado con visitar museos,  monumentos,  edificios  civiles,  militares,  industriales  o  religiosos,  centros históricos o parques arqueológicos y naturales, por otro lado se encuentran los eventos relacionados con la cultura tradicional como: fiestas  patronales,  encuentros  folclóricos,  ferias  de  arte,  discos  o  libros, donde  se  agrupan  los  festivales  de  cine.

### Perfil del turista
Desde el enfoque del nuevo turista, busca una experiencia integradora que convine la cultura, educación, novedad y socialización. Es decir; son todas las motivaciones que lleva al viajero a consumir el turismo de festivales.
- Deseo de explorar y experimentar lo nuevo y diferente
- Necesidad de conexión social y pertenencia a un grupo
- Aspiración a prestigio y reconocimiento
- Búsqueda de descanso y relajación para escapar de la rutina
- Interés en ampliar conocimientos y enriquecimiento intelectual
- Deseo de fortalecer lazos familiares y relaciones
- Nostalgia por experiencias y comportamientos de la juventud

### Ventajas del consumo de eventos en los destinos turísticos
Es importante que la localidad adapte diversos cambios sociales que favorezcan la en la organización de este tipo de eventos. La adaptación de lo antes mencionado podría generar beneficios que potencien la demanda de los festivales:
- Mayor tiempo libre e ingresos: La reducción de la jornada laboral ha aumentado el tiempo disponible para el ocio, lo que ha impulsado el consumo de turismo cultural en una sociedad que valora el enriquecimiento espiritual.
- Facilidades y paquetes turísticos: Las agencias de viajes y páginas web de festivales ofrecen paquetes que reducen costes de transacción.
- Promoción y notoriedad: La concentración de actividades en un festival genera una campaña publicitaria efectiva para el destino turístico.
- Atractivo para no aficionados a la cultura: Los festivales atraen a turistas que no suelen interesarse por la cultura tradicional.
- Eficiencia económica: Los festivales reducen costes laborales al contratar personal temporalmente.

## Festivales notables

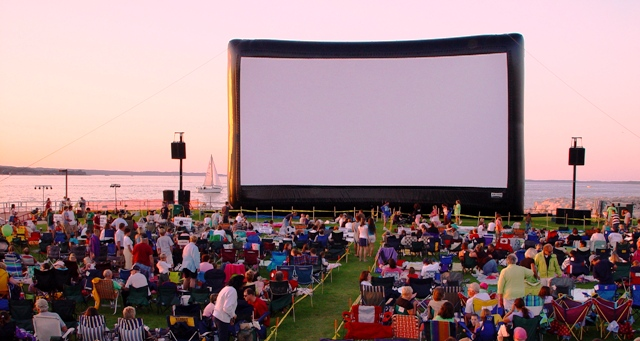
El Festival de Cine de Traverse City y su pantalla inflable gigante.

Se considera que los festivales de Cannes, Berlín y Venecia son los más importantes y prestigiosos del mundo, recibiendo la denominación de "los tres grandes". La trilogía de los tres colores del director polaco Krzysztof Kieślowski fue hecha especialmente para presentarse en estos tres festivales: Azul para Venecia, Blanco para Berlín y Rojo para Cannes.
El Festival Internacional de Cine de Toronto es reconocido como el más popular de Norteamérica. El Festival Internacional de Cine de Seattle es reconocido como el más extenso de los Estados Unidos, con más de 400 películas en un mes alrededor de la ciudad. Existen otros eventos cinematográficos de trascendencia en Norteamérica como los festivales de Sundance, Tribeca, South by Southwest, Nueva York, Woodstock, Montreal y Vancouver.
Los festivales celebrados en Berlín, El Cairo, Cannes, Goa, Karlovy Vary, Locarno, Mar del Plata, Montreal, Moscú, San Sebastián, Shanghái, Tallin, Tokio, Venecia y Varsovia están acreditados por la Federación Internacional de Asociaciones de Productores Cinematográficos (FIAPF) en la categoría de competencias.

### Cine experimental e independiente
El Festival de Cine de Ann Arbor dio inicio en 1963. Se trata del evento de cine experimental más antiguo de Norteamérica y se ha convertido en uno de los festivales cinematográficos más importantes para cineastas independientes y, sobre todo, experimentales. En otros sitios del mundo se ha emulado esta tendencia.
En los Estados Unidos, Telluride, Sundance, Austin, South by Southwest y Tribeca, son considerados festivales significativos dedicados a las producciones cinematográficas independientes. El evento Zero Film Festival destaca como el primer y único festival exclusivo para cineastas autofinanciados. En el Reino Unido el evento de cine independiente más importante es el Festival de Cine de Raindance.

### Festivales con temática específica
Algunos de estos eventos se han centrado en destacar temas específicos, incluyendo tanto el cine convencional como el independiente. Algunos ejemplos son los festivales de cine relacionados con la salud y los relacionados con los derechos humanos. También existen eventos de este tipo en los que específicamente se presentan películas de un género en particular, tal es el caso de los festivales TerrorMolins, Fantastic Fest, Fancine-Festival de Cine Fantástico de Málaga, Buenos Aires Rojo Sangre y Fantafestival, cuya temática es el cine de terror, fantasía y ciencia ficción; o los dedicados a la animación, como Annecy, Animafest Zagreb, Ottawa, Hiroshima, Animac y Córdoba.

## Regiones

### Norteamérica

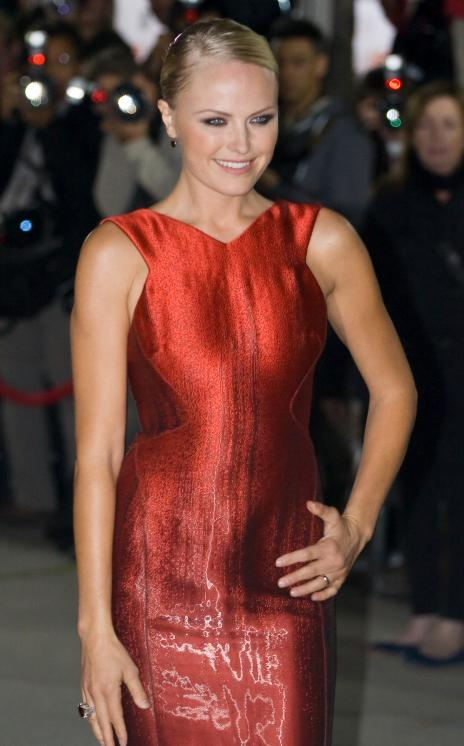
La actriz Malin Åkerman en la gala del Festival de Cine de Toronto en 2010.

El Festival Internacional de Cine de San Francisco, fundado por Irving "Bud" Levin en 1957, es la festividad de cine anual más antigua de los Estados Unidos. Destaca las tendencias actuales de la producción cinematográfica y de vídeo internacional, con énfasis en obras que aún no han sido plenamente distribuidas a lo largo del país. El Festival Internacional de Cine de Toronto, fundado por Bill Marshall, Henk Van der Kolk y Dusty Cohl, es considerado el festival de cine más importante y prestigioso de Norteamérica, además de ser el más concurrido.
El Festival de Cine de Sundance, fundado por Sterling Van Wagenen (entonces director de Wildwood, la compañía de Robert Redford), John Earle y Cirina Hampton Catania (ambos miembros de la Comisión Fílmica de Utah en ese momento), es un importante festival dedicado a las producciones independientes. El Festival de Cine de Woodstock fue fundado en el año 2000 por los cineastas Meira Blaustein y Laurent Rejto con el objetivo de llevar cine independiente de alta calidad a la región del Valle del Hudson de Nueva York. El portal Indiewire lo ha destacado como uno de los eventos de cine independiente más importantes del planeta.
El Festival Internacional de Cine de Regina (RIFFA), fundado por John Thimothy y nombrado como uno de los principales festivales internacionales de cine del oeste de Canadá, alberga a casi un centenar de países en cada una de sus ediciones. La exposición anual de premios entregados en el festival y el evento de llegada a la alfombra roja están ganando notoriedad en las industrias cinematográficas y de la moda contemporáneas del oeste de Canadá. Hot Docs de Toronto, fundado por el cineasta Paul Jay, es el principal festival de cine documental norteamericano. Toronto tiene el mayor número de festivales de cine del mundo, que van desde películas culturales, independientes e históricas.
El Festival Internacional de Cine de Seattle, que proyecta 270 largometrajes y aproximadamente 150 cortometrajes, es uno de los festivales más grandes en cuanto al número de producciones de largometrajes. El Festival de Cine de Whistler proyecta más de 80 películas y es sede de una cumbre de la industria cinematográfica.

### Latinoamérica y el Caribe

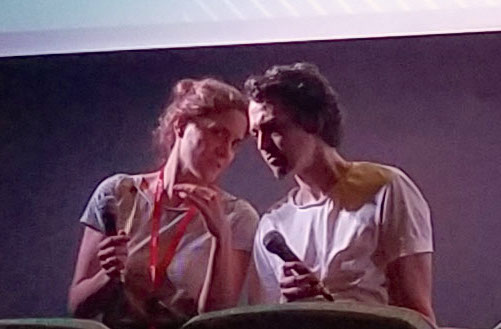
El director sueco Johannes Nyholm (derecha) presentando su película Koko-di Koko-da en el Buenos Aires Festival Internacional de Cine Independiente en 2019.

El Festival de Cine de Cartagena, fundado por Víctor Nieto en 1960, es el festival de cine más antiguo de América Latina. El Festival de Gramado en Brasil, junto con los festivales mexicanos de Guadalajara, Morelia y Los Cabos, son considerados los más importantes de América Latina. En 2015, Variety se refirió al Festival Internacional de Cine de Los Cabos como el "Cannes de América Latina".
El Festival Internacional de Cine de Guanajuato es el evento de cine competitivo más grande de México. Se especializa en talento emergente y se celebra la última semana de julio cada año en las dos ciudades coloniales de San Miguel de Allende y Guanajuato. El Festival Internacional de Cine de Valdivia se realiza anualmente en la ciudad de Valdivia, Chile, convirtiéndose con el paso de los años en la fiesta cinematográfica más importante del país austral, además en Chile existen otros festivales notables como Viña del Mar, Santiago y Lebu, entre otros. También se encuentra Filmambiente, realizado en Río de Janeiro, Brasil, un festival internacional de cine y vídeo con énfasis en la conservación ambiental.
En el Caribe, el Festival de Cine de La Habana fue fundado en 1979 y es el festival más antiguo de la región, enfocándose principalmente en el cine latino. El Festival de Cine de Trinidad y Tobago, fundado en 2006, se dedica a la proyección de las películas más recientes de habla inglesa, española, francesa y holandesa en el Caribe, así como de la diáspora de la región. El Lusca Fantastic Film Fest (conocido anteriormente como Puerto Rico Horror Film Fest) también fue fundado en 2006 y es el primer y único festival internacional de cine fantástico del Caribe con énfasis en producciones de ciencia ficción, fantasía y terror.

### Asia

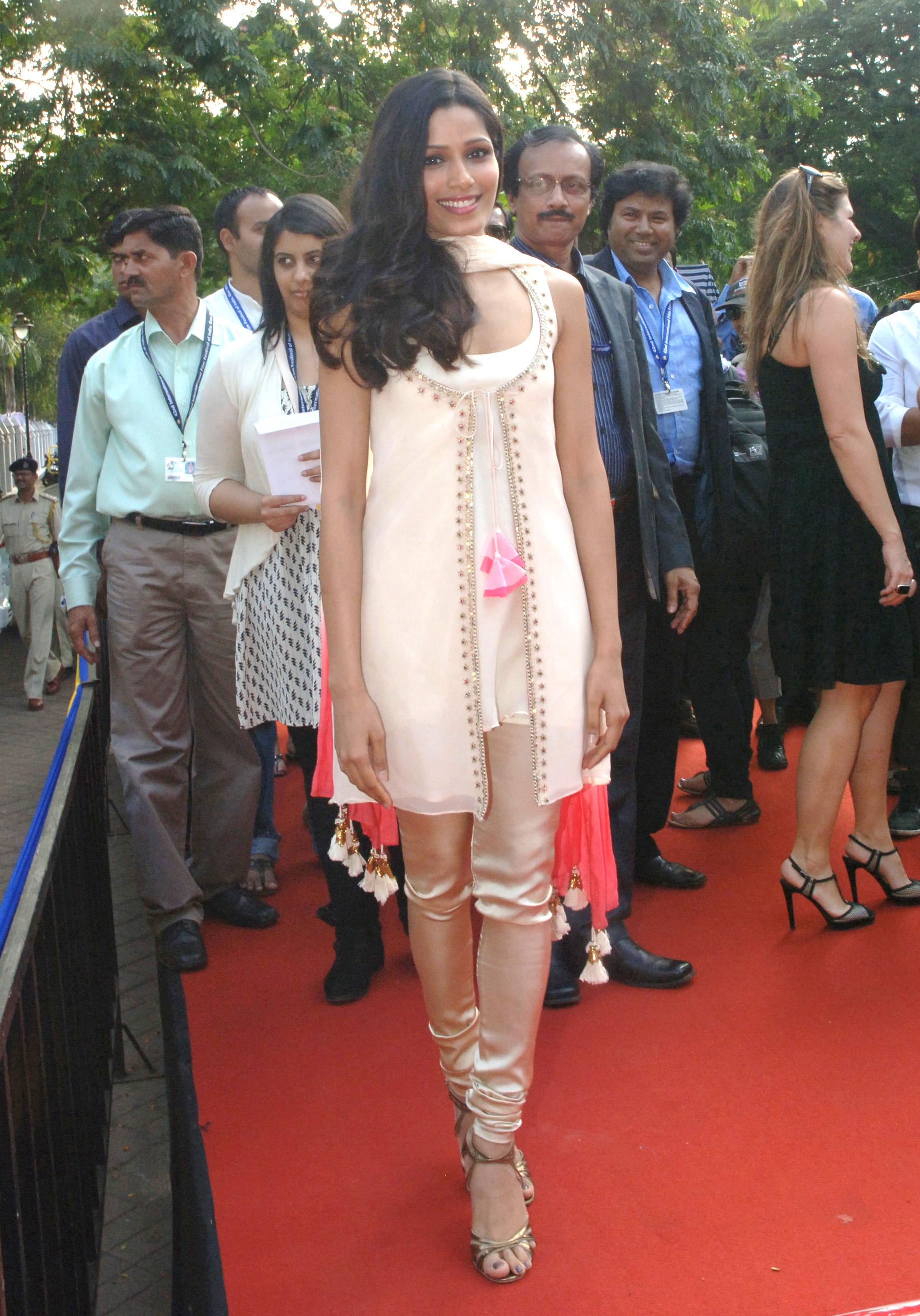
La actriz india Freida Pinto asistiendo al Festival Internacional de Cine de la India de 2011.

La industria cinematográfica de la India es la más próspera de todo el continente asiático. El Festival Internacional de Cine de la India, organizado por el gobierno de ese país, fue fundado en 1952. El Festival de Cine de Calcuta, fundado en 1995, es el segundo festival de esta índole más antiguo de la India. Su homónimo de Kerala, organizado por el gobierno de ese estado, se celebra anualmente en Thiruvananthapuram y es el mayor festival de cine de la India en términos de afluencia de público. En el mismo estado se desarrolla también el Festival Internacional de Documentales y Cortometrajes de Kerala, organizado por la Academia Estatal Chalachitra.
Otros eventos notables desarrollados en el continente asiático son los festivales de Hong Kong, Busan, Ankara, Dubái y Katmandú. En el Festival Internacional de Cine de Mujeres de Bombay se destacan producciones fílmicas realizadas exclusivamente por mujeres.

### África
Hay varios festivales de cine importantes que se celebran regularmente en África. El Festival Panafricano de Cine y Televisión de Uagadugú (FESPACO) de Burkina Faso fue fundado en 1969 y acepta para su competencia solamente películas de cineastas africanos y producidas principalmente en el continente negro. El Festival Internacional de Cine de Durban en Sudáfrica y el Festival Internacional de Cine de Zanzíbar en Tanzania han adquirido mayor importancia para la industria cinematográfica y del entretenimiento, ya que a menudo proyectan los estrenos africanos de muchas películas internacionales.
El Festival Internacional de cine del Sahara, que se celebra anualmente en los campos de refugiados de la provincia de Tinduf del oeste de Argelia, es notable por ser el único evento cinematográfico del mundo que tiene lugar en un campo de refugiados. Tiene el doble objetivo de proporcionar entretenimiento cultural y oportunidades educativas a los refugiados, y de concienciar sobre la difícil situación del pueblo saharaui, que ha sido exiliado de su Sáhara Occidental natal durante más de tres décadas.

### Europa
Como se mencionó, los tres festivales más importantes del mundo se desarrollan en Europa, específicamente en Venecia, Cannes y Berlín, fundados en 1932, 1946 y 1951 respectivamente. Otros eventos europeos dignos de mención son los festivales de Edimburgo, Copenhague, San Sebastián, Mónaco, Milán y Ámsterdam.

## Festivales de cine notables

### América Latina

#### Iberoamérica
- Cines del Sur Granada (Alhambra de Oro a películas producidas en Asia, África e Iberoamérica).
- Premios Platino (otorgado por la Entidad de Gestión de Derechos de los Productores Audiovisuales (EGEDA) en colaboración con la Federación Iberoamericana de Productores Cinematográficos y Audiovisuales (FIPCA), las Academias de Cine iberoamericanas, Latin Artist y el apoyo de los Institutos de Cine, para reconocer a los profesionales de la industria cinematográfica iberoamericana, películas cuya nacionalidad es Europea, América del Norte, América Central, América del Sur y Caribe. Cuya versión original sea en español o portugués o idiomas oficiales a nivel nacional de un país pertececiente a Iberoamérica propios es decir no europeos, ejemplo: náhuatl, idioma maya, idioma aimara, Idioma quechua, idioma wayú, etcétera)
- Premio Iberoamericano de Cine Fénix.
- Festival de Cine Iberoamericano de Huelva. Premios Colón de Oro, Carabelas de Plata, etc...  y otros relativos a la Iberosfera Cinematográfica Global.

#### Argentina
- Cóndor de Plata (otorgado por la Asociación de Cronistas Cinematográficos de la Argentina).
- Premios Sur (otorgado por la Academia de las Artes y Ciencias Cinematográficas de la Argentina).
- Buenos Aires Rojo Sangre
- Premios Astor (otorgado por el Festival Internacional de Cine de Mar del Plata. Originalmente los premios eran denominados "Ombú", hasta el año 2004).
- Buenos Aires Festival Internacional de Cine Independiente
- Festival Internacional de Cine La Picasa

#### Bolivia
- FENAVID Festival Internacional de Cine (Santa Cruz)
- Festival Iberoamericano de Cine de Santa Cruz
- Festival Internacional de los Derechos Humanos (Sucre)
- Semana Internacional del Corto (La Paz - Cochabamba)
- Festival de Cine de la Diversidad Afectivo Sexual (Santa Cruz)
- Festival de cine documental latinoamericano A Cielo Abierto (Cochabamba)
- Festival de cine Diablo de Oro (Oruro)

#### Brasil
- El Gran Premio del Cine Brasileño —en portugués: Grande Prêmio do Cinema Brasileiro— es un galardón anual entregado por la Academia Brasileña de Cine —en portugués: Academia Brasileira de Cinema— a lo mejor del cine de Brasil en varias categorías, incluyendo además, un premio a la mejor película extranjera.[43]
- Festival de Cine de Río de Janeiro
- Festival de Cine de Gramado
- Muestra Internacional de Cine de São Paulo

#### Chile
- Pudú de Oro (otorgado por el Festival Internacional de Cine de Valdivia).
- Pedro Sienna (otorgado por el Consejo Nacional de la Cultura y las Artes de Chile).
- Festival Internacional de Cine de Viña del Mar
- Festival Internacional de Cine del Norte de Chile
- Festival Internacional de Cine de Lebu
- Festival Internacional de Documentales de Santiago

#### Colombia
- Premios Macondo
- Festival Internacional de Cine de Cartagena de Indias
- Festival de Cine Independiente de Bogotá - INDIEBO
- Festival de Cine de Bogotá
- Festival de Cine de Santa Fe de Antioquia
- Festival Cine Libre Internacional
- Festival de Cine Cinexcusa de Neiva
- Festival Internacional de cine de Barranquilla (FICBAQ)

#### Costa Rica
- Festival Internacional de Cine de Costa Rica, comúnmente abreviado a CRFIC, es un certamen cinematográfico que invita al público cinéfilo costarricense a apreciar lo mejor de la cinematografía de Costa Rica, América Latina e internacional. Directores, actores, productores, asesores, especialistas y gestores provenientes de todas partes del mundo participan en encuentros, debates y actividades formativas.[44][45]

#### Cuba
- Premio Caracol (otorgado por la Unión Nacional de Escritores y Artistas de Cuba).
- Premios Coral del Festival Internacional del Nuevo Cine Latinoamericano de La Habana.

#### Ecuador
- Premio Colibrí otorgado por la Academia de las Artes Audiovisuales y Cinematográficas del Ecuador.
- Premio cultural Augusto San Miguel es un reconocimiento otorgado cada año por el Ministerio de Educación de Ecuador a los mejores trabajos cinematográficos de cine ecuatoriano. Se otorga en las categorías ficción y documental.
- Festival Cero Latitud de Ecuador es un evento anual de exhibición de cine latinoamericano de autor, fundado en el año 2003. El festival se realiza en las ciudades de Quito, Guayaquil y Cuenca. La propuesta del Festival se centra en la difusión y el apoyo al nuevo cine América Latina independiente, mediante la competición entre las obras de los directores de la región y la creación de espacios para la reflexión y la capacitación.
- Festival de Cine de Cuenca

#### El Salvador
- Gran Premio del cine de San Salvador, reconocimiento otorgado cada año por el Ministerio de Educación de San Salvador a los mejores trabajos cinematográficos de cine salvadoreño. Se otorga en las categorías ficción y documental. También hay un premio a mejor película extranjera iberomamericana cuya versión original no sea el inglés.
- Festival Internacional de Cine Suchitoto

#### Guatemala
- Festival Ícaro

#### Honduras
- Premios Fuzion son organizados por Diario Tiempo, Editorial Honduras S.A., Canal 11 (Honduras) y Cable Color (Honduras) y tiene como objetivo premiar a la excelencia en radio, televisión, música y cine en Honduras.

#### México
- AniFest (Festival de Animación Japonesa AniFest)
- Ariel (otorgado por la Academia Mexicana de Artes y Ciencias Cinematográficas).
- Diosas de Plata (otorgada por PECIME .
- Premios CANACINE (otorgados por la Cámara Nacional de la Industria Cinematográfica y del Videograma)
- Festival Internacional de Cine de Monterrey
- Festival Internacional de Cine de la UNAM
- El Cecehachero - Festival Internacional de Cine, Videojuegos y Narrativas Audiovisuales. Antes Festival Internacional de Cine del CCH de la UNAM - Cecehachero Film Fest
- Festival Internacional de Cine de Guadalajara
- Festival Internacional de Cine de Morelia,
- Festival Ternium de Cine Latinoamericano de Monterrey

#### Nicaragua
- Premios INCINE otorgados por Instituto Nicaragüense de Cine premia a lo mejor del cine de Nicaragua en los últimos 12 meses.

#### Panamá
- Festival Internacional de Cine de Panamá

#### Paraguay
- Festival Internacional de Cine Arte y Cultura de Paraguay

#### Perú
- Festival El Cine de Lima

#### Puerto Rico
- Festival de Cine Internacional de San Juan en Puerto Rico

#### República Dominicana
- Festival de Cine Global Dominicano

#### Uruguay
- Cinemateca Uruguaya. Festival Cinematográfico Internacional del Uruguay.

#### Venezuela
- CaracasDOC, Festival de Cine Documental
- Festival de Cine Latinoamericano y Caribeño de Margarita
- Premios ACACV otorgados por la Academia de Ciencias y Artes Cinematográficas de Venezuela

### Norteamérica

#### Canadá
- Los premios Genie, para honrar al mejores en el mundo del cine (equivalente canadiense de los Oscars de EE. UU.) (otorgado por Academia Canadiense de Cine y Televisión) Versión original todos los idiomas.
- Asociación y Críticos de cine de Toronto (TFCA).
- Círculo de Críticos de Cine de Vancouver (VFCC).
- Los Prix Gémeaux, que premia a los mejores en la televisión y cine de habla francesa. (otorgado por Academia Canadiense de Cine y Televisión) Versión original solo el francés.
- Los premios Gemini dirigidos a los mejores de la televisión y cine de habla inglesa. (otorgado por Academia Canadiense de Cine y Televisión) Versión original solo el inglés.

#### Estados Unidos
- Óscar, premios otorgados por la Academia de las Artes y las Ciencias Cinematográficas de Hollywood.
- Globo de Oro, o Globos de Oro, premios otorgados por la prensa extranjera acreditada en Hollywood.
- Festival de Cine de Sundance
- Directors Guild of America Award, premio otorgado por el Sindicato de Directores de Estados Unidos.
- Screen Actors Guild Awards, premios otorgados por el Sindicato de Actores.
- New York Film Critics Circle Awards, premios otorgados por el Círculo de críticos de cine de Nueva York. estadounidense.
- Premios Golden Raspberry o Razzies, premios satíricos que parodian los Óscar, premios a lo peor de la industria cinematográfica estadounidense
- Producers Guild Awards, premios otorgados por la Asociación de Producciones

### Europa
- Premio del cine europeo (llamado Premio Félix de 1988 a 1996), otorgado por la Academia de Cine Europeo.
- Globo de Cristal, otorgado por el Festival Internacional de Cine de Karlovy Vary.

#### Alemania
- Oso de Oro (otorgado por el Festival Internacional de Cine de Berlín).
- Premios de la Asociación de Críticos de Cine Alemán.
- Premio del cine Alemán
- Premio del cine Bávaro

#### Dinamarca
- Premio Bodil, otorgado por la Asociación Nacional de Críticos de Cine de Dinamarca.

#### España
- Premios Goya, otorgado por la Academia Española de Cine, a las mejores producciones cinematográficas estrenadas el año anterior.
- Premios Feroz, otorgado por la Asociación de Informadores Cinematográficos de España, a las mejores producciones cinematográficas estrenadas el año anterior.
- Premio Nacional de Cinematografía.
- Concha de Oro, otorgado por el Festival Internacional de Cine de San Sebastián.
- Premios del Festival de Cine de Sitges, de cine fantástico.
- Premios del Festival de Cine de Gijón.
- Espiga de Oro, otorgado por la Semana Internacional de Cine de Valladolid (SEMINCI).
- Giraldillo de Oro, otorgado por el Festival de Cine Europeo de Sevilla.
- Premios Cinematográficos José María Forqué, otorgados por la Entidad de Gestión de Derechos Audiovisuales (EGEDA) a la mejor producción española estrenada el año anterior.
- Premios ALCINE a cortometrajes nacionales e internacionales del Festival de Cine de Alcalá de Henares, otorgados por el Ayuntamiento de Alcalá de Henares y la Comunidad de Madrid.
- Medallas del Círculo de Escritores Cinematográficos (Medallas CEC).
- Premios Gaudí, otorgados por la Academia del Cine Catalán, a las mejores producciones cinematográficas catalanas del año.
- Premios Turia, otorgados por la Comunidad Valenciana y el semanario valenciano Cartelera Turia, en reconocimiento a los méritos cinematográficos y televisivos.
- Premios Mestre Mateo, otorgados por la Academia Galega do Audiovisual, a las mejores producciones audiovisuales gallegas del año.
- Premios Berlanga (Premios Valencianos de Cine), otorgados por la EAVF (Empresas Audiovisuales Valencianas Federadas), a los mejores audiovisuales valencianos.
- Premios Fotogramas de Plata, otorgado por la revista cinematográfica española Fotogramas. Los premios a las películas corren a cargo de la crítica especializada y los concedidos a los intérpretes son elegidos por el público.
- Biznaga de Oro, otorgada por el Festival de Málaga de Cine Español.
- Festival Internacional de Cine Erótico de Barcelona
- Premio Ondas, otorgados por Prisa Radio (Cadena SER).
- Festival Internacional de Cine Piélagos en Corto en Cantabria.
- Premios Unión de Actores, otorgados por la Unión de Actores, a las mejores actuaciones en teatro, cine y televisión.
- Premios ACE, otorgados por la Agencia del Cortometraje Español. Creados para reconocer la labor de apoyo y promoción del cortometraje a los medios de prensa, radio, televisión, internet, de entidades o empresas públicas o privadas, así como a personas que destaquen por su trabajo en el cortometraje.
- Premio Zinemira, otorgados por el Festival Internacional de Cine de San Sebastián y la Consejería de Cultura del Gobierno Vasco, a una personalidad destacada del cine vasco.
- Premio ACIB, otorgado por la Asociación de Cineastas de las Islas Baleares (ACIB).
- Medalla de Oro, otorgados por la Academia de las Artes y las Ciencias Cinematográficas de España, en reconocimiento a quienes han contribuido con su trayectoria profesional a mejorar el cine español en el aspecto industrial o artístico.
- Premio González Sinde, otorgados por la Academia de las Artes y las Ciencias Cinematográficas de España, a instituciones o personas que emplean el medio cinematográfico para la consecución de fines sociales.
- Premio Muñoz Suay, otorgados por la Academia de las Artes y las Ciencias Cinematográficas de España, a los mejores trabajos de investigación histórica sobre cine español.
- Premio Segundo de Chomón, otorgados por la Academia de las Artes y las Ciencias Cinematográficas de España, para reconocer el mérito de las aportaciones técnicas que han redundado en beneficio de la industria cinematográfica.
- Premios Blogos de Oro otorgados por la Asociación Premios de Cine Blogos de Oro, formada por medios en línea españoles, que premian virtualmente las mejores películas y series del año.
- Mostra Internacional de Cine do Xacobeo de Pontevedra.
- Skyline Film Festival
- Festival Internacional de Cine Ecológico de Tenerife.
- Festival Internacional de Cine de Burgos
- Semana Internacional de Cine del Mar de Cartagena
- Semana de Cine Español de Murcia
- Festival Internacional de Cine de Madrid (IMAGFIC).
- Semana de Cine Español de Leiría.
- Festival de Cine Iberoamericano de Huelva. El más antiguo circunscrito a su género y temática, también decano de Andalucía.
- Festival Internacional de Cine de Gáldar (Gran Canaria)
- Picknic Film Festival - Festival Internacional de Cine de Santander (Cantabria)
- Festival de Cine de Islantilla
- Festival Internacional de Cine Premios Lorca de Granada.

#### Francia
- Festival de Cannes (Francia)
- Premios César, otorgado por la Academia de las Artes y Técnicas del Cine de Francia.
- Palma de Oro, otorgado por el Festival Internacional de Cine de Cannes.
- Premio Méliès, otorgado por el Sindicato francés de crítica de cine.
- Festival du Cinéma Espagnol de Nantes.
- Premio Louis Delluc.

#### Italia
- Festival Internacional de Cine La Guarimba.
- David de Donatello, otorgado por la Academia del Cine Italiano.
- León de Oro, otorgado por el Festival Internacional de Cine de Venecia.
- Festival de Cine de Roma
- Festival de Cine de Milán
- Festival de Cine de Giffoni
- Festival de Cine de Taormina

#### Portugal
- Festival Internacional de Cinema da Figueira da Foz.
- Festival Internacional de Cine Troya.
- Sophia (premios del cine portugués), otorgados por Academia Portuguesa de las Artes y Ciencias Cinematográficas.
- Fantasporto.
- Festival Cine Turístico Art&Tur Portugal.
- Festival de cine de Portugal AVANCA.

#### Reino Unido
- Premios BAFTA, otorgado por la Academia Británica de las Artes Cinematográficas y de la Televisión.
- Premios del Cine Independiente Británico.

### Asia

#### Pakistán
- Nigar Award
- Premios Lux Style
- Premios Nación de Cine

#### Filipinas
- Gawad Urian Awards de la Filipino Film Critics
- Lav Diaz Awards

#### Hong Kong
- Premios de Hong Kong
- Asociación de Crítica de Cine de Hong Kong
- Premios Golden Bauhinia

#### India
- Premios Filmfare,  Los Premios Filmfare son considerados como los Premios Oscar de Bollywood.[46][47][48]
- Apsara Awards
- Zee Cine Awards
- Stardust Awards
- Big Star Entertainment Awards
- Global Indian Awards
- Lions Gold Awards
- Premios IIFA (International Indian Film Academy Awards), (Bollywood, Hindi), el equivalente de los premios 'Oscar' del cine de la India
- Star Screen Awards
- Dadasaheb Phalke Award
- National Film Awards (Directorate of Film Festivals)
- Bengal Film Journalists' Association Awards
- Filmfare Awards (Critics Award section)
- Golden Kela Awards
- Andhrapradesh Nandi Awards

#### Japón
- Premio Blue Ribbon Awards (otorgado por críticos y escritores de cine de Tokio).
- Premio Hochi Film Award (otorgado por la revista Hochi Shimbun a la excelencia cinematográfica).
- Premio Awards of the Japanese Academy (Nippon Academy-Sho Association).

### Oceanía

#### Australia
- Premios de la Academia Australiana de Cine y Televisión

#### Nueva Zelanda
- Premios de Cine de Nueva Zelanda (Premios Moas)

### Internet
- Cinemarati Awards
- Online Film Critics Society
- Online Motion Picture Academy
- Skander Halim Memorial Movie Survey
- Award of the Italian Foreign Academy
- Italian Online Movie Awards
- Gransito Movie Awards
- GoldSpirit Awards - Bandas sonoras y música
- The Golden Pipe Awards